# ریچارد دیکس
ریچارد دیکس (انگلیسی: Richard Dix؛ زاده ۱۸ ژوئیهٔ ۱۸۹۳ درگذشته ۲۰ سپتامبر ۱۹۴۹) هنرپیشه اهل ایالات متحده آمریکا بود.